# Santa Clara (vulkaan)
Santa Clara is een stratovulkaan in het departement León in het westen van Nicaragua. De berg ligt op ongeveer 15 kilometer ten noorden van de stad León en heeft een hoogte van 780 meter. De berg is onderdeel van de bergketen Cordillera Los Maribios.